# Didier Toffolo
Pour les articles homonymes, voir Toffolo.
Didier Toffolo est un footballeur français né le 20 février 1959 à Annecy (Haute-Savoie).

## Biographie
Il joue une partie de sa carrière au Paris Saint-Germain Football Club avec lequel il remporte deux Coupes de France consécutives, en 1982 et 1983. Il joue ensuite dans les divisions inférieures, et mène par deux fois une équipe de D3 en D2 (Clermont en 1988 et Saint-Quentin en 1990).
À la fin de sa carrière, il devient entraineur-joueur à l'Olympique Saint-Quentin dans le département de l'Aisne, fraîchement promu en D2, d'abord au poste d'entraîneur adjoint auprès de Jean-Claude Mascret. Les deux hommes ne parviennent pas à maintenir sportivement le club en D2 qui doit attendre un repêchage administratif pour pouvoir jouer une deuxième saison de suite dans ce championnat. L'année suivante, il prend seul les rênes de l'effectif, sans parvenir non plus à maintenir le club, ni en D2, ni en D3. L'équipe repart donc en 1993 en National 3 (cinquième échelon) dont il va être sacré champion du groupe A trois saisons plus tard, en 1996. Le club reste en CFA quatre saisons consécutives, jusqu'à une nouvelle relégation en CFA 2 en 2001. Toffolo parvient à maintenir le club en CFA 2, et le quitte en fin de saison.
Par la suite, il se tient à l'écart des terrains pendant deux ans, avant de rejoindre le Football Croix-de-Savoie 74 à sa création en 2003 (club qui évolue en CFA) au poste de responsable de la formation. Les Croix de Savoie montent dès la fin de saison en National et Toffolo devient entraîneur adjoint auprès de Pascal Dupraz, il conserve ce poste jusqu'en 2006, lorsque l'équipe est reléguée en CFA. En vue de la fusion entre le FCS 74 et le club voisin l'Olympique Thonon Chablais, Toffolo est envoyé à l'OTC, qui évolue en Promotion d'honneur régional (huitième échelon national, troisième régional) pour y assurer la fonction de responsable technique, afin de préparer au mieux la fusion, et maintenir une cohérence au niveau sportif. Il revient donc à l'Olympique Croix-de-Savoie 74 (nouveau nom du club après la fusion) et y redevient responsable de la formation jusqu'en 2009 avec l'arrivée de Nicolas Weber.
En novembre 2012, les dirigeants de Saint-Quentin demandent à Toffolo de revenir au club pour prendre en main l'équipe des moins de 17 ans, ce qu'il accepte tout de suite, après deux ans sans emploi dans le football. Mais il est limogé dès la fin de saison 2012-2013, ce qu'il avouera avoir eu « du mal à encaisser ».
Il s'engage par la suite à Hirson, en tant qu'employé municipal, prenant également des fonctions dans le club local, l'US Buire Hirson Thiérache qui joue en Promotion d'Honneur. Début 2014, il devient entraîneur de ce club, ayant été approché par les dirigeants de l'USBHT dès 2012,.
Il s'engage avec l'Entente Feignies-Aulnoye à l'été 2020 mais est démis de ses fonctions dès le mois d'octobre, après seulement 6 matches et remplacé par Jean Antunès.

## Carrière
- 1991-2002 : Olympique Saint-Quentin : entraîneur
- 2003-2004 : Football Croix-de-Savoie 74 : directeur du centre de formation
- 2004-2006 : Football Croix-de-Savoie 74 : entraîneur adjoint
- 2006-2007 : Olympique Thonon Chablais : directeur technique
- 2007-2009 : Olympique Croix-de-Savoie 74 : directeur du centre de formation
- 2012-2013 : Olympique Saint-Quentin : entraîneur des U17
- 2014-? : Union sportive de Buire-Hirson-Thiérache : entraîneur
- 2018-2020 : Entente Feignies-Aulnoye rés.
- Juillet-octobre 2020 : Entente Feignies-Aulnoye : entraîneur

## Palmarès

### Joueur
- Vainqueur de la Coupe de France en 1982 et 1983 avec le Paris Saint-Germain Football Club
- Deuxième du groupe B de division 2 en 1986 avec le Football Club de Mulhouse
- Vainqueur du groupe Nord de division 3 en 1990 avec l'Olympique Saint-Quentin

### Entraîneur
- Vainqueur du groupe A de National 3 en 1996 avec l'Olympique Saint-Quentin

## Annexe